# 小林至
小林 至（こばやし いたる、1968年1月30日 - ）は、神奈川県逗子市出身の元プロ野球選手（投手）、経営学者、桜美林大学教授。学位は、博士（スポーツ科学）（早稲田大学（2019年））。専門は、スポーツマネジメント。
江戸川大学教授、立命館大学客員教授、桜美林大学総合研究機構客員教授、テンプル大学客員教授、サイバー大学客員教授、福岡大学非常勤講師、福岡ソフトバンクホークス取締役等を歴任。
所属学会：日本スポーツ産業学会、 North American Society for Sport Management（NASSM）
一般社団法人大学スポーツ協会（UNIVAS)理事、スポーツ庁スタジアム・アリーナ推進官民連携協議会幹事、株式会社白寿生科学研究所顧問、東京大学野球部OB会（一誠会）理事、Columbia Business School Club of Japan  (CBSCJ) 執行幹事。

## 来歴

### プロ入り前
神奈川県逗子市出身（出生地は東京都渋谷区）。血液型A型。神奈川県立多摩高等学校では控え選手で卒業後、一浪して東京大学に入学。経済学部経営学科卒業。東京大学野球部では2年春に六大学デビューするが、チームは通算200勝を目前にして六大学新記録となる70連敗を経験。六大学通算0勝12敗。
1990年オフ、ロッテ・オリオンズの監督を務めていた金田正一から入団テストを受ける機会を与えられ合格。東大を留年していたため大学側がプロと両方に籍を置くことに難色を示して卒業するまでの一年間は練習生として在籍し、1991年度のNPBドラフト会議で千葉ロッテマリーンズ（同年オフにロッテ・オリオンズから球団名変更）から8位指名を受けて入団。新治伸治、井手峻に次ぐ3人目の東大出身のプロ野球選手誕生は就職売り手市場の時代背景もあって話題になった。背番号は63。

### プロ入り後
1992年・1993年と2年間にわたってロッテでプレーしたが、一軍（パシフィック・リーグ）公式戦での登板はなく（東大出身のプロ野球選手6人のうち小林だけ1軍経験がない）、二軍のイースタン・リーグで26試合に登板し、0勝2敗0セーブ、防御率6.17。1993年オフにロッテを自由契約になり、現役を引退した。

### 引退後
1996年、コロンビア大学経営大学院を修了しMBAを取得。
1996年、フロリダ州のケーブルテレビ局「ザ・ゴルフ・チャンネル」で通訳・翻訳・解説に従事。
2000年末に日本に帰国し、2001年から7年間の対米経験を元に日米関係などの評論活動をしつつ、スポーツビジネスをテーマに研究を行う。
2001年、知り合いの自由連合党首・徳田虎雄から誘いを受け、第19回参議院議員通常選挙に東京都選挙区から立候補するが落選。
2002年に太田次郎の誘いを受け、江戸川大学社会学部経営社会学科助教授に就任。2006年に同教授に昇格。
2004年のプロ野球再編問題では、メジャーリーグとの真のワールドシリーズを実現することを前提とした一リーグ制度論者としてマスコミに登場した。
2005年から福岡ソフトバンクホークスマーケティング取締役（2009年までNPB陪席。2010年1月1日より経営企画室長、兼、編成・育成部長。2010年5月1日より経営企画・編成育成・広報担当、兼、執行役員編成育成部部長）を兼任。
2007年、プロ野球の地上波中継の減少・衛星放送移行については「視聴方法の多様化」を原因に挙げ、「地上放送はプロ野球中継に適さない面があり、今後も更に移行は進む」と分析。
2008年からサイバー大学客員教授（担当講座は「スポーツビジネスのしくみ」）を兼任。
2011年12月19日、杉内俊哉はソフトバンクの退団会見で涙ながらに、2010年オフの契約更改交渉時、杉内の代理人である酒井辰馬弁護士が小林から「FAしても名乗りを上げる球団はない」と告げられていたことを暴露
。球団への不信感がぬぐえなかったと説明した。球団には抗議の電話やメールが殺到。インターネット上でも批判が相次ぎ、孫正義オーナーの逆鱗にも触れた。孫オーナーはツイッターで「厳しく処置したく思います」と書き込んで、「責任者への厳罰」の示唆をつぶやいていた。
一連の出来事を踏まえ、小林が翌12月20日、引責での取締役辞任を申し出て、了承され、海外担当兼中長期戦略担当部長となった。「杉内投手が残留できなかった点と、ファンにご迷惑を掛けることになった責任を取りたい。不用意な発言で杉内投手にご迷惑をお掛けした。誤解を生む発言をしてしまった。」と、辞任の理由を説明したという。
なお、当該の発言に関しては、「発言をしたとされる」とする報道（スポーツニッポン、日本経済新聞）に基づいて記載されているが、発言の真偽については、当事者である小林本人および福岡ソフトバンクホークス球団による確認はなされていない。杉内俊哉は朝日新聞の取材に対し、「条件を見て、（昨秋の幹部の）発言は本当だったんだと思った」と述べている。
杉内の2010年の推定年俸は3億5000万円であり、FA移籍後に巨人と結んだ契約は4年総額20億円だった（四国新聞、日本経済新聞）。また、杉内は移籍を決断した主な理由として、巨人側からエースナンバーである「18」を提示されたことが大きかったと語っている（J-CASTニュース）。
杉内の契約交渉時に代理人を務めた酒井辰馬弁護士は、2024年オフには甲斐拓也選手のFA移籍交渉において代理人を務めた（スポーツ報知、日刊スポーツ）。
2014年3月、福岡ソフトバンクホークス株式会社と福岡ソフトバンクホークスマーケティング株式会社の合併に伴い、執行役員球団統括副本部長に就任した。
2014年12月31日、海外担当兼中長期戦略担当部の廃止に伴い同日付で福岡ソフトバンクホークスを退団したことが、2015年1月6日に球団から発表された。その後、江戸川大学教授に復職した。
福岡ソフトバンクホークス在任中の主な業績としては、パ・リーグの共同事業会社、パシフィックリーグマーケティングの初代執行役員として、同社の黎明期の経営を支えた。チーム編成においては、三軍制や成果報酬の年俸制度など、球界の常識を破る刺激的な方策を次々と打ち出した。また、内川聖一、細川亨、中田賢一、寺原隼人、鶴岡慎也、ロベルト・ペタジーニ、アレックス・カブレラ、ブラッド・ペニー、ジェイソン・スタンリッジ、デニス・サファテ、李大浩、リック・バンデンハークなど、内外の大物選手を次々と獲得したり、フロントと現場での大胆な人事交流を促進するなど、刺激的なチーム人事をもって、王貞治会長や秋山幸二監督を支えた。在任中の戦績は、ソフトバンクが親会社になってからの初優勝を含むリーグ優勝3回、日本一2回。その一方で、成果報酬の年俸制度を導入したことや、大物選手を次々と獲得したことで、主力選手との軋轢・確執が報じられるなど、選手との関係には苦慮していたと言われる。
2015年から2016年までソフトバンクホークスアドバイザー。
2019年1月に早稲田大学から博士（スポーツ科学）の学位を取得。
2020年4月1日付で、桜美林大学健康福祉学群教授に着任。
2021年4月から学校法人桜美林学園常務理事を兼務。

## プレースタイル
持ち球は、ストレート・カーブ・シンカー・フォーク。
横浜市立東台小学校時代の同級生に緒形直人がいる。父の緒形拳のベンツに乗せて貰い、緒形拳の後楽園球場の始球式（日本ハム戦）を見物した。
東大野球部の同期に階猛がいる。階が3年のときに肩を故障したため、小林は4年のときにエースになった。
1993年のオープン戦にて2試合、1軍登板し1勝を記録している。初登板の日本ハム戦は無失点だったが、2試合目のオリックス戦では鈴木一朗（イチロー）に三塁打、続く渡辺伸治にタイムリーを打たれ1失点。直後に味方が逆転したため、勝利投手になったが、試合直後、2軍行きを通告された。
ロッテ時代は体重70kgであった。引退後アメリカに渡り、大学院に入って丸みを帯び、テレビ局に入社後肥満になり、更に帰国して禁煙して7kg太って89kgになってしまった。参議院選挙で減ったが、落選して文筆業以外仕事が無い生活となり、90kgの大台を突破してしまった。福岡に移住後は各地を出張しているので大好物のラーメンの食べ歩きをしているため、仕事が多忙であるが体重が落ちなかった。
福岡ソフトバンクホークスで三軍制を導入した理由について、従来の二軍は一軍選手の調整と将来を嘱望される選手の育成の場であり、自身がロッテでの現役時代に、二軍でも登板機会があまり与えられなかった事に不満があり、現役選手に同じ不満を与えたくなかったからと語っている。
嫌いな食べ物はブロッコリーとカリフラワー。
妻（元ミス東京）との間に二男一女。

## 詳細情報

### 年度別投手成績
- 一軍公式戦出場なし

### 背番号
- 63 （1992年 - 1993年）

## 関連情報

### 書籍
- 『語りつぐ神話』（扶桑社、1991年、根岸康雄著、高校～大学時代からプロテストに合格するまでを書いている。ISBN 4-594-00726-0）
- 『あぶさん52』（小学館、1993年、水島新司著、第7章「星に願いを」で、小林がリリーフで福岡ドームに於いて登板、主人公の景浦安武と対戦。なお、小林は現役時代、福岡ドームでの登板はない。ISBN 4-09-183172-9）
- 『ボクの落第野球人生』（日本放送出版協会、1994年、生い立ちから、東大合格、ロッテ正式入団から自由契約になった後までの手記。プロ野球の暴露本。ISBN 4-14-080161-1）
- 『僕はアメリカに幻滅した』（太陽企画出版、2000年、自身のアメリカ生活から、アメリカの医療制度、税制、人種差別などの不平等や、自身のザ・ゴルフ・チャンネルから解雇された顛末を書いた本。ISBN 4-88466-345-4）
- 『不幸に気づかないアメリカ人幸せに気づかない日本人』（ドリームクエスト、2001年、アメリカのテレビ局を解雇されてから、アメリカの各都市を周ったときのことを絡めてアメリカ事情を論じている。また参議院選挙の裏話も書かれている。ISBN 4-925192-13-2）
- 『わしズム1～10』（幻冬舎、2002年～2004年、持論のアメリカと日本の比較、愛国論や戦争論などの右寄りのコラムを論じた）
- 『プロ野球ビジネスのしくみ』（宝島社、2002年、プロ野球と大リーグの財務事情を分析した書。NPBではダイエーとオリックスの決算書が分析されている。ISBN 4-7966-2796-0）
- 『アメリカ人はバカなのか』（幻冬舎、2003年、『僕はアメリカに幻滅した』のデータを更新し、まえがきを書き換えたもの。ISBN 4344403401）
- 『アメリカの傲慢スタンダードに飲み込まれる日本』（オーエス出版社、2003年、アメリカのスポーツがどうなっているか内情を分析した書。また、日本の大リーグ中継にも異を唱えている。ISBN 4-7573-0173-1）
- 『合併、売却、新規参入。たかが…されどプロ野球!』（宝島社、2004年、一リーグ制・アジアシリーズなどを提言した書。巻末に渡辺恒雄読売巨人軍会長とのインタビューが収録されている。ISBN 4-7966-4431-8）
- 『不惑 桑田・清原と戦った男たち』（ぴあ、2008年、矢崎良一著、不惑の年(40歳)を迎えたKKコンビと同学年の9人(内プロ経験者8名)にKKコンビに関する取材をしたノンフィクション。第九章が小林自身の球歴とKKコンビ評を述べた章。ISBN 978-4835616926)
- 『楽天が巨人に勝つ日―スポーツビジネス下克上』（学研新書、2008年、田崎健太著、合併・新規参入・球団売却について述べられた本。第五章で、小林がソフトバンクに迎えられるまでの経緯が書かれている。ISBN 978-4-05-403722-9）
- 『一橋ビジネスレビュー 56巻4号「産業としての日本のプロ野球とマネジメント」』（東洋経済新報社、2009年、日米のスポーツを比較しながら、スポーツの「地域密着」と、プロ野球の現状と将来について論じている。単体ではTYKZ-SP200904、大型本ではISBN 4492820388）
- 『スポーツの経済学』（PHP研究所、2015年、2020年に向けて収益力を上げなければいけない至急の課題であるスポーツビジネス。日本の現状と課題を世界との比較で研究する。ISBN： 978-4569827902）